# Mocoa
Mocoa est le chef-lieu du département de Putumayo en Colombie.
La population est de 20 639 habitants (2000).

## Histoire
Elle fut fondée le 29 septembre 1563 par le Capitán Gonzalo H. de Avendaño. La vie économique de la ville est basée sur l'agriculture et le commerce. C'est un point de rencontre pour les colons attirés par les exploitations pétrolières du département.
Une énorme coulée de boue, survenue à la suite de pluies torrentielles et aggravée par la déforestation et le phénomène El Niño, s'est produite le 31 mars 2017 et a fait au moins 306 morts dont 92 enfants, ainsi que 362 blessés et 314 disparus selon un bilan provisoire du ministre de la Défense. Selon la Croix-Rouge, la coulée de boue a affecté environ 45 000 personnes sur les environ 70 000 peuplant l'agglomération. Dans les jours suivant cette catastrophe, des scènes de pillages se sont multipliées dans certaines parties de la ville.